# Milwaukee Mile
The Milwaukee Mile é um autódromo oval localizado na cidade de West Allis, Wisconsin, Estados Unidos com 1,609 km (1 milha) de comprimento.
O circuito detém o título de autódromo mais antigo do mundo hospedando corridas desde 1903, mas desde 1876 já hospedava corridas de cavalo, entre os anos de 1934 e 1951 hospedou também jogos do time do Green Bay Packers da NFL, incluindo a final do campeonato em 1939. Em 1954 a pista foi pavimentada com asfalto.
O circuito já abrigou corridas da American Automobile Associatiom, USAC, NASCAR, CART/Champ Car World Series, e IndyCar Series. 

## Recordes

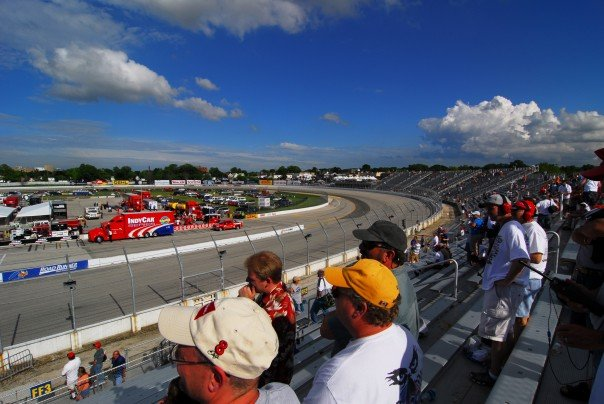
Vista da pista durante uma corrida em 2007.

ARCA Remax
|                        | Distância (milhass / km) | Data | Piloto      | Tempo       | Velocidade média (mph / km/h) |
| ---------------------- | ------------------------ | ---- | ----------- | ----------- | ----------------------------- |
| Qualificação (1 volta) | 1.006 / 1.619            | 2005 | David Ragan | 0:00:30.016 | 119.936 / 193.018             |

Indy Racing League
|                        | Distância (milhass / km) | Data | Piloto           | Tempo       | Velocidade média (mph / km/h) |
| ---------------------- | ------------------------ | ---- | ---------------- | ----------- | ----------------------------- |
| Qualificação (1 volta) | 1.006 / 1.619            | 2005 | Sam Hornish, Jr. | 0:00:21.456 | 170.296 / 274.065             |
| corrida (225 voltas)   | 226.350 / 364.275        | 2004 | Dario Franchitti | 1:46:49.??? | 128.272 / 206.434             |

NASCAR Nationwide Series
|                        | Distância (milhass / km) | Data                | Piloto        | Tempo       | Velocidade média (mph / km/h) |
| ---------------------- | ------------------------ | ------------------- | ------------- | ----------- | ----------------------------- |
| Qualificação (1 volta) | 1.006 / 1.619            | 25 de Junho de 2005 | Johnny Sauter | 0:00:29.365 | 122.595 / 197.298             |
| Corrida (200 voltas)   | 201.200 / 323.800        | 26 de Junho de 2004 | Ron Hornaday  | 2:26:59.??? | 105.052 / 169.065             |